# Adam Kwaśny
Adam Kwaśny (ur. 1963) – polski pisarz, aktor i reżyser teatralny. 
W latach 1993–2000 był dyrektorem Teatru Bückleina w Krakowie, który również założył. Od 2001 do 2004 pełnił funkcję dyrektora artystycznego Teatru 38 w Krakowie. Prezes Towarzystwa Przyjaciół Kuby - La Compañía Cubana.

## Scenariusze
Adam Kwaśny jest autorem scenariuszy seriali:
- 2005-2009 - serial Detektywi
- 2004-2009 - serial W11 – Wydział Śledczy
- od 2012 - serial Szpital